# Josef Nadj (Choreograf)

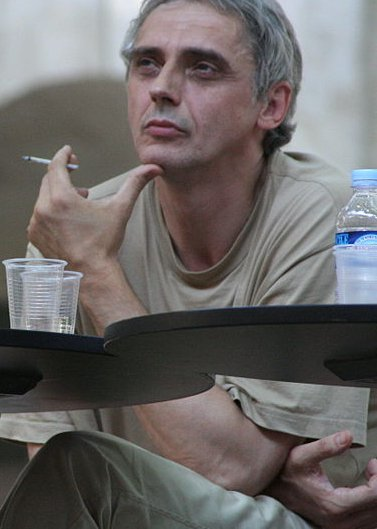
Josef Nadj, 2006

Josef Nadj (* 1957 in Serbien) ist ein ungarischer Tänzer und Choreograph.

## Werdegang
Josef Nadj studierte zunächst Kunst- und Musikgeschichte an der Ungarischen Akademie der Bildenden Künste in Budapest. In Paris studierte er bei Marcel Marceau und Étienne Decroux. 1986 gründete er die Kompanie Théâtre Jel. Von 1995 bis 2016 war er Direktor des Centre chorégraphique national von Orléans. Für seine Choreographien arbeitete er unter anderem mit Dominique Mercy, Miquel Barcélo und Joëlle Léandre zusammen.